# Presa romana de Alcantarilla
La presa de Alcantarilla es una antigua presa romana construida para abastecer de agua a la ciudad romana de Toletum (actual Toledo), en la provincia romana de Hispania Tarraconensis. Fue edificada en el siglo II a. C. sobre el Guajaraz. Actualmente está en ruinas, y se encuentra entre los términos municipales de Sonseca y Mazarambroz. Se cree que es la presa más antigua de España y posiblemente también la presa romana más antigua conocida.
El topónimo "Alcantarilla" significa 'conducto' y es de origen árabe; se desconoce su nombre original en latín. La estructura alcanzaba los 20 metros de altura y al menos 550 metros de largo. El agua era transportada a la ciudad mediante un acueducto que pasaba por Layos.

## Estructura
La estructura parece haber sido parecida a la de la Presa de Proserpina, que aún se conserva cerca de Mérida, siendo una presa de tierra con un muro de contención de piedra. El muro de contención en la parte superior se componía de dos paredes paralelas de mampostería de escombros, de unos 1 metro de grosor, separadas por un espacio relleno de concreto de aproximadamente 0,6 metros de ancho. Además, el lado del muro en contacto con el agua estaba recubierto con bloques de piedra tallada.

## Conservación
La estructura ha estado en ruinas durante mucho tiempo, y se ha especulado que no era lo suficientemente robusta como para soportar un gran volumen de agua. Es posible que fuera dañada durante la época romana. 